# Sztynort Mały
Sztynort Mały (deutsch Klein Steinort) ist ein Ort in der polnischen Woiwodschaft Ermland-Masuren und gehört zur Stadt- und Landgemeinde Węgorzewo (Angerburg) im Powiat Węgorzewski (Kreis Angerburg).

## Geographische Lage
Sztynort Mały liegt südwestlich des Mauersees (polnisch Jezioro Mamry) im Nordosten der Woiwodschaft Ermland-Masuren. Die Kreisstadt Węgorzewo (Angerburg) liegt zehn Kilometer entfernt in nordöstlicher Richtung.

## Geschichte
Das einstige Gutsdorf Klein Steinort (nach 1785 auch Klein Steinorth) wurde mit seinem Wohnplatz Ziegelei Steinort (polnisch Kamionek Wielki) 1874 in den neu errichteten Amtsbezirk Steinort (polnisch: Sztynort) eingegliedert, der zum Kreis Angerburg im Regierungsbezirk Gumbinnen der preußischen Provinz Ostpreußen gehörte. Im Jahre 1910 zählte der Gutsbezirk Klein Steinort 101 Einwohner.
Am 17. Oktober 1928 gab Klein Steinort seine Eigenständigkeit auf und schloss sich mit den Nachbarorten Groß Steinort, Stawisken (1938 bis 1945: Teichen, polnisch Stawiska) und Stobben (Pniewo) sowie der Insel Kirsaiten (Kirsajty) zur neuen Landgemeinde Steinort zusammen.
Im Jahre 1945 kam der Ort in Kriegsfolge mit dem gesamten südlichen Ostpreußen zu Polen und erhielt die polnische Namensform „Sztynort Mały“. Heute ist der kleine Ort in die Stadt- und Landgemeinde Węgorzewo im Powiat Węgorzewski eingegliedert, vor 1998 zur Woiwodschaft Suwałki, seither zur Woiwodschaft Ermland-Masuren zugehörig.

## Kirche
Vor 1945 war Klein Steinort in die evangelische Kirche Rosengarten in der Kirchenprovinz Ostpreußen der Kirche der Altpreußischen Union und in die katholische Kirche Zum Guten Hirten in Angerburg im Bistum Ermland eingepfarrt. Heute ist Sztynort Mały Teil der katholischen Pfarrei Radzieje im Bistum Ełk (Lyck) der Römisch-katholischen Kirche in Polen bzw. der evangelischen Kirchengemeinde Węgorzewo, einer Filialgemeinde der Pfarrei Giżycko (Lötzen) in der Diözese Masuren der Evangelisch-Augsburgischen Kirche in Polen.

## Persönlichkeiten
- Dietrich Rauschning (* 16. Januar 1931 in Klein Steinort), deutscher Völkerrechtler und Hochschullehrer

## Verkehr
Sztynort Mały liegt an einer Nebenstraße, die Kamionek Wielki (Ziegelei Steinort) mit Sztynort ((Groß) Steinort) sowie Harsz (Haarschen) verbindet und weiter bis nach Pozezdrze (Possessern, 1938 bis 1945 Großgarten) an der polnischen Landesstraße 63 (ehemalige deutsche Reichsstraße 131) verläuft. Die nächste Bahnstation ist Kamionek Wielki  (bis 1945 Groß Steinort bzw. Steinort genannt) an der Bahnstrecke Kętrzyn–Węgorzewo (Rastenburg–Angerburg), die heute jedoch nicht mehr regulär betrieben wird.